# Les Neuf Sœurs

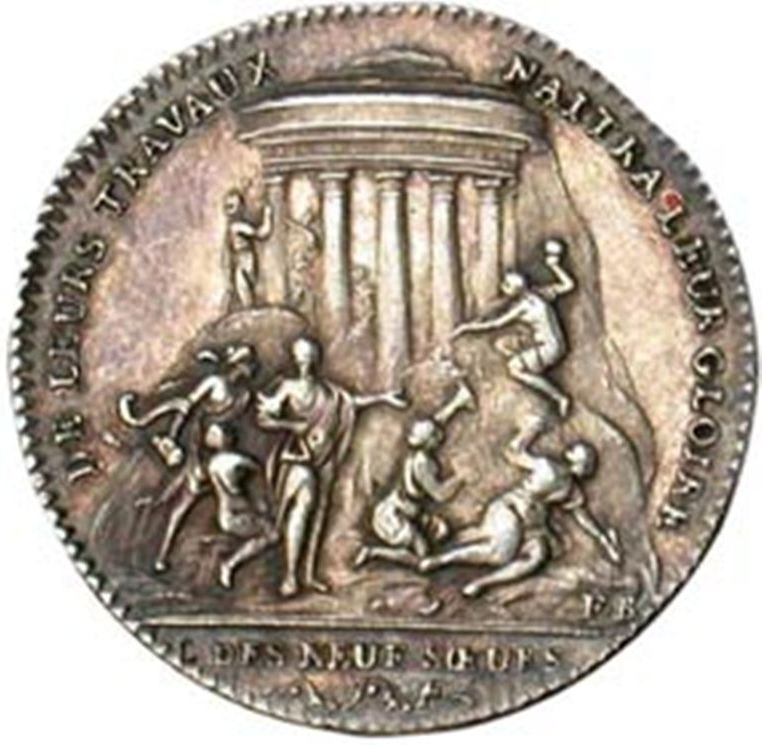
Żeton z Les Neuf Sœurs

Les Neuf Sœurs – francuska prominentna loża wolnomularska, założona w 1776 roku w Paryżu, należąca do organizacji Wielki Wschód Francji. W latach następnych loża wspierała buntowników walczących w rewolucji amerykańskiej.
Nazwa loży odnosi się do dziewięciu muz, córek Mnemosyne (bogini pamięci) – patronek sztuki i nauki. W latach 1789–1792 loża stała się „Société Nationale” (towarzystwem narodowym).
Loża Les Neuf Sœurs ostatecznie została rozwiązana w 1848 roku (w latach 1829–1836 działalność loży była zawieszona).
Członkami loży były znane ówczesne osobistości, w tym m.in. Wolter, Benjamin Franklin, Jean-Antoine Houdon i Jean-Baptiste Greuze.

## Znani członkowie
- Wolter
- Benjamin Franklin
- Jean-Antoine Houdon
- Jean-Baptiste Greuze
- Nicolas Dalayrac
- Bernard Germain de Lacépède
- Jean-François Marmontel
- Niccolò Piccinni
- Emmanuel-Joseph Sieyès
- Sébastien-Roch Nicolas de Chamfort
- Dominique Joseph Garat